# Букурешки мир 1918.
Букурештански мир (енгл. Treaty of Bucharest) назив је за мировни споразум између Румуније са једне стране и Централних сила, Аустроугарске, Бугарске, Немачке и Османског царства са друге стране. Споразум је постигнут након похода 1916-17. и Румунске изолације после једностраног изласка Русије из Првог светског рата. Букурешки мировни уговор потписан је у Буфтеи у близини Букурешта, 7. маја 1918. године.
Овим споразумом који је потписао Александар Маргиломан, тадашњи премијер, Румунија је прихватила исправљање граница у корист Астроугарске, па им је уступила целу Добруџу, распустила 8 дивизија, ослободила је аустроугарску територију која је била у њиховом поседу и дозволила пролазак трупа централних сила кроз Молдавију и Бесарбију ка Одеси.